# Johan Gustaf Edelfelt
Johan Gustaf Edelfelt, född 3 september 1734 på Distorp i Rystads socken, död 19 januari 1791 på bergmästarbostället i Norbergs socken, var en svensk bergmästare.
Johan Gustaf Edelfelt var son till ryttmästaren Johan Gustaf Edelfelt. Han blev student vid Uppsala universitet 1749 och tog bergsexamen 1753. 1754 blev han auskultant i Bergskollegium, extraordinarie kanslist där 1757 och vice notarie 1759. 1764 blev han ämnessven vid masmästeriet. 1765 blev Edelfelt geschworner i Jämtland och företog under sin tjänst där omfattande resor i Jämtland, Härjedalen, Medelpad och Ångermanland under vilka han studerade geologin i områdena, vilka 1784 publicerades i Vetenskapsakademins handlingar. Han erhöll 1777 bergmästares titel. 1780 utsågs Edelfelt till bergmästare över Öster- och Västerbergslagen